# 格林伍德村 (科罗拉多州)
格林伍德村（英語：Greenwood Village），是美国科罗拉多州阿拉珀霍县下属的一座城市，亦属于丹佛都会区。建市于1950年9月19日，面积大约为8.279平方英里（21.443平方公里）。根据2010年美国人口普查，该市有人口13,925人。2011年估计该市有人口14,237人，相比2010年人口增长率为2.24%。同时，论人口该市是科罗拉多州第36大城市。

## 教育
櫻桃溪學區營運学校。